# Josep Martínez
Josep Martínez Riera (Alzira, 27 maggio 1998) è un calciatore spagnolo, portiere dell'Inter.

## Caratteristiche tecniche
È un portiere agile, reattivo, abile tra i pali, nell'uno contro uno e nelle uscite. Al contempo è bravo nell'impostare l'azione dalle retrovie.

## Carriera

### Club

#### Inizi, Las Palmas e RB Lipsia
Inizia a giocare a calcio all'età di cinque anni nell'Alzira e vi resta per 12 anni quando, cresciuto improvvisamente di statura, viene notato dal Barcellona durante un torneo giovanile. Il 19 luglio 2017 viene acquistato dal Las Palmas che lo aggrega inizialmente alla propria seconda squadra con la quale disputa due stagioni da titolare in terza divisione; il 28 aprile 2019 debutta in prima squadra giocando l'incontro di Segunda División vinto 4-1 contro il Lugo.
Nella stagione seguente trova maggiore spazio alternandosi con Álvaro Valles, nonostante un infortunio che ne limita l'impiego. Il 22 gennaio 2020 viene acquistato dal RB Lipsia, che lo lascia in prestito al club spagnolo fino al termine della stagione.
In due stagioni coi tedeschi colleziona appena quattro presenze, una delle quali in Champions League nella partita vinta per 5-0 in casa del Club Bruges.

#### Genoa
Il 29 giugno 2022 viene ceduto in prestito al Genoa, in Serie B, con obbligo di riscatto in caso di promozione in Serie A. Dopo un inizio da riserva di Adrian Šemper, si impone definitivamente come titolare nella seconda parte del campionato, collezionando numerose buone prestazioni e 17 clean sheet in 30 presenze. In seguito alla promozione del club rossoblu in massima serie, il 9 giugno 2023 viene riscattato ufficialmente dal Genoa per 2 milioni di euro.
Il 19 agosto seguente esordisce in Serie A nella sconfitta interna di campionato contro la Fiorentina. Lungo la stagione consolida il proprio ruolo di titolare della squadra collezionando otto clean sheet.

#### Inter
Il 9 luglio 2024 passa a titolo definitivo all'Inter, per circa 13,5 milioni di euro più due di bonus. Riserva di Yann Sommer, esordisce con i nerazzurri il 19 dicembre nella sfida degli ottavi di finale di Coppa Italia contro l'Udinese, vinta per 2-0. Il 22 febbraio 2025 invece debutta in campionato nella partita vinta in casa per 1-0 contro la sua ex squadra, il Genoa, contribuendo alla vittoria della sua squadra con una buona prestazione.

### Nazionale
Nel 2021 viene convocato dalla nazionale under-21 per il campionato europeo di categoria.
L'8 giugno 2021, a seguito del focolaio di COVID-19 che ha colpito la nazionale maggiore spagnola, viene convocato assieme ad altri giocatori dell'Under-21 per prendere parte all'amichevole contro la Lituania; fa il suo esordio nella ripresa rilevando Álvaro Fernández al 68'.

## Statistiche

### Presenze e reti nei club
Statistiche aggiornate all'11 maggio 2025.
| Stagione                   | Squadra                    | Campionato                 | Campionato | Campionato | Coppe nazionali | Coppe nazionali | Coppe nazionali | Coppe continentali | Coppe continentali | Coppe continentali | Altre coppe | Altre coppe | Altre coppe | Totale | Totale |
| Stagione                   | Squadra                    | Comp                       | Pres       | Reti       | Comp            | Pres            | Reti            | Comp               | Pres               | Reti               | Comp        | Pres        | Reti        | Pres   | Reti   |
| -------------------------- | -------------------------- | -------------------------- | ---------- | ---------- | --------------- | --------------- | --------------- | ------------------ | ------------------ | ------------------ | ----------- | ----------- | ----------- | ------ | ------ |
| 2017-2018                  | Las Palmas Atlético        | SDB                        | 25         | -26        | -               | -               | -               | -                  | -                  | -                  | -           | -           | -           | 25     | -26    |
| 2018-2019                  | Las Palmas Atlético        | SDB                        | 30         | -26        | -               | -               | -               | -                  | -                  | -                  | -           | -           | -           | 30     | -26    |
| Totale Las Palmas Atlético | Totale Las Palmas Atlético | Totale Las Palmas Atlético | 55         | -52        |                 | -               | -               |                    | -                  | -                  |             | -           | -           | 55     | -52    |
| 2018-2019                  | Las Palmas                 | SD                         | 7          | -8         | CR              | 0               | 0               | -                  | -                  | -                  | -           | -           | -           | 7      | -8     |
| 2019-2020                  | Las Palmas                 | SD                         | 21         | -21        | CR              | 2               | -2              | -                  | -                  | -                  | -           | -           | -           | 23     | -23    |
| Totale Las Palmas          | Totale Las Palmas          | Totale Las Palmas          | 28         | -29        |                 | 2               | -2              |                    | -                  | -                  |             | -           | -           | 30     | -31    |
| 2020-2021                  | RB Lipsia                  | BL                         | 1          | -2         | CG              | 0               | 0               | UCL                | 0                  | 0                  | -           | -           | -           | 1      | -2     |
| 2021-2022                  | RB Lipsia                  | BL                         | 1          | -3         | CG              | 1               | 0               | UCL+UEL            | 1+0                | 0                  | -           | -           | -           | 3      | -3     |
| Totale RB Lipsia           | Totale RB Lipsia           | Totale RB Lipsia           | 2          | - 5        |                 | 1               | 0               |                    | 1                  | 0                  |             | -           | -           | 4      | -5     |
| 2022-2023                  | Genoa                      | B                          | 30         | -22        | CI              | 2               | -3              | -                  | -                  | -                  | -           | -           | -           | 32     | -25    |
| 2023-2024                  | Genoa                      | A                          | 36         | -43        | CI              | 0               | 0               | -                  | -                  | -                  | -           | -           | -           | 36     | -43    |
| Totale Genoa               | Totale Genoa               | Totale Genoa               | 66         | -65        |                 | 2               | -3              |                    | -                  | -                  |             | -           | -           | 68     | -68    |
| 2024-2025                  | Inter                      | A                          | 5          | -3         | CI              | 4               | -4              | UCL                | 1                  | 0                  | SI+Cmc      | 0           | 0           | 10     | -7     |
| Totale carriera            | Totale carriera            | Totale carriera            | 156        | -154       |                 | 9               | -9              |                    | 2                  | 0                  |             | 0           | 0           | 167    | -163   |

### Cronologia presenze e reti in nazionale
| Cronologia completa delle presenze e delle reti in nazionale ― Spagna | Cronologia completa delle presenze e delle reti in nazionale ― Spagna | Cronologia completa delle presenze e delle reti in nazionale ― Spagna | Cronologia completa delle presenze e delle reti in nazionale ― Spagna | Cronologia completa delle presenze e delle reti in nazionale ― Spagna | Cronologia completa delle presenze e delle reti in nazionale ― Spagna | Cronologia completa delle presenze e delle reti in nazionale ― Spagna | Cronologia completa delle presenze e delle reti in nazionale ― Spagna |
| Data                                                                  | Città                                                                 | In casa                                                               | Risultato                                                             | Ospiti                                                                | Competizione                                                          | Reti                                                                  | Note                                                                  |
| --------------------------------------------------------------------- | --------------------------------------------------------------------- | --------------------------------------------------------------------- | --------------------------------------------------------------------- | --------------------------------------------------------------------- | --------------------------------------------------------------------- | --------------------------------------------------------------------- | --------------------------------------------------------------------- |
| 8-6-2021                                                              | Leganés                                                               | Spagna                                                                | 4 – 0                                                                 | Lituania                                                              | Amichevole                                                            | -                                                                     | 68’                                                                   |
| Totale                                                                |                                                                       | Presenze                                                              | 1                                                                     |                                                                       | Reti                                                                  | 0                                                                     |                                                                       |

## Palmarès

### Club

#### Competizioni nazionali
- Coppa di Germania: 1

RB Lipsia: 2021-2022